# Día de entrenamiento
Día de entrenamiento (en inglés Training Day) es una película estadounidense de 2001 dirigida por Antoine Fuqua y escrita por David Ayer. Está protagonizada por Denzel Washington en el papel de Alonzo Harris, un policía de Los Ángeles muy condecorado pero corrupto, y Ethan Hawke como Jake Hoyt, un agente novato y nuevo compañero de Alonzo que aspira a convertirse en parte de la unidad de Narcóticos que dirige Harris. Toda la película tiene lugar en la ciudad de Los Ángeles durante un periodo de 24 horas que cambiará la vida de ambos policías.
Por esta película Denzel Washington ganó el Óscar al Mejor actor en 2002 y Ethan Hawke fue candidato al premio en la categoría de Mejor actor de reparto.
Training Day también cuenta con la participación de Scott Glenn, Tom Berenger, Harris Yulin, Eva Mendes y los artistas musicales Dr. Dre, Snoop Dogg y Macy Gray.

## Argumento
En la ciudad de Los Ángeles, el joven policía Jake Hoyt, inexperto pero entusiasta, se prepara para unirse a la brigada de narcóticos. Jake queda bajo la tutela del detective Alonzo Harris, un curtido policía de actitud provocadora y arrogante, con métodos poco ortodoxos pero implacables y resolutivos. Alonzo trata de enseñar al novato Jake los conceptos básicos de su oficio, lo que implica relacionarse con la Mara Salvatrucha y detener a adolescentes con posesión de drogas. También obliga a Jake a consumir su producto, aduciendo que un policía debe conocer la mercancía contra la que opera.
Cuando patrullan en el Monte Carlo, Jake escucha los gritos de una joven en un callejón a punto de ser violada por dos pandilleros. Jake consigue neutralizarlos, aunque Alonzo insiste en dejarlos en libertad, pues cree que las calles se ocuparán de ellos. Jake no está del todo conforme con los métodos de Alonzo, y él lo convence de que solo hace lo más adecuado para su trabajo, siguiendo su máxima de «ser un lobo para proteger al rebaño».
Mientras prosiguen patrullando, Alonzo y Jake contactan con un camello en silla de ruedas llamado Blue, al cual Alonzo le encuentra crack y una pistola. A cambio de su libertad, Blue revela que su socio es Kevin «Sandman» Miller. Acuden a la casa de Sandman empleando una orden falsa de allanamiento y se llevan el dinero de las drogas; la esposa de Sandman, sin embargo, alerta a sus sicarios, desatándose un tiroteo entre Alonzo y Jake contra los pandilleros, escapando estos a duras penas.
Alonzo lleva a Jake a conocer a su novia, una salvadoreña llamada Sara, y a su hijo Ronaldo. Acto seguido, acuden a una reunión con unos policías de alto rango a los que Alonzo denomina «Los Tres Reyes Magos». Alonzo y los policías conversan, descubriéndose que Alonzo acumula una gran deuda con la mafia rusa, por lo que los policías le sugieren que abandone la ciudad, sin embargo, Alonzo replica que «tiene un plan» para conseguir el dinero necesario; ellos le otorgan luz verde, pero se lavan las manos en el asunto. Tras el encuentro, Alonzo le informa a Jake de que el dinero robado a Sandman se lo ha dado a los Reyes Magos para conseguir una orden de arresto. 
Poco después, Alonzo y Jake llegan a la casa de Roger, un ex-oficial de policía y viejo amigo de Alonzo, al cual ya habían visitado anteriormente. Junto a varios compañeros de Alonzo, localizan una gran cantidad de dinero en el suelo, y, a continuación, dispara a Roger, acabando con él. Todos los policías toman una parte del dinero, pero no así Jake. Alonzo insiste en que declararán que Roger estaba armado y les amenazó, hirió a uno de ellos y que Jake fue quien terminó disparándole; éste no está de acuerdo, pero Alonzo amenaza con imputarle consumo de drogas si no acata su plan. Sin más solución, Jake cede pero afirma querer abandonar la sección de narcóticos. Alonzo replica que observa en Jake a alguien similar a él cuando empezó y que quiere que Jake sea su reemplazo en el departamento una vez que él se vaya. Jake no está seguro, pero decide finalmente continuar al lado de Alonzo.
Su siguiente visita es la casa de un gánster llamado «Smiley». Jake comienza a confraternizar con Smiley y sus colegas jugando una partida de póquer, pero descubre que Alonzo se ha marchado y lo ha abandonado a su merced. Los pandilleros le revelan a Jake que la deuda de Alonzo con los rusos se debe a que él asesinó a un importante mafioso tras una pelea en Las Vegas y que debe depositar un millón de dólares antes de la medianoche para saldarla, pretendiendo emplear para ello el dinero robado a Roger; también advierten a Jake que Alonzo les ha pagado para matarlo. Luego de que Jake atacara a los pandilleros, es arrastrado hacia la ducha, donde Smiley se dispone a eliminarlo, hasta que descubre la cartera de la chica a la cual Jake salvó de ser violada horas antes en el callejón. Él dice que es su prima Letty y la llama para corroborar si lo que cuenta Jake es cierto; tras comprobar que dice la verdad, decide dejarlo libre. 
Un Jake ansiando por vengarse y revelar las intenciones de Alonzo, llega hasta su apartamento, donde lo descubre con el dinero. Se desata un tiroteo, escapando Alonzo por una de las ventanas para llegar a su coche, pero Jake lo alcanza y comienza una pelea entre los dos. Jake consigue atraparle y detenerle, mientras los pandilleros y vecinos locales se congregan para ver qué sucede. Acorralado, Alonzo ofrece dinero a quienquiera que acabe con Jake, pero todos se niegan, afirmando que debe realizar su trabajo por sí mismo. La arrogancia de Alonzo le hace creer que Jake no le disparará, sin embargo, Jake amenaza con acabar con su vida si no le da el dinero; al comprobar la resolución de Jake, Alonzo suplica que se lo entregue, a lo que Jake responde arrebatándole su placa de policía, afirmando que no es digno de portarla. Los pandilleros se ponen de parte de Jake y encañonan a Alonzo, de manera que Jake se marcha con el dinero mientras Alonzo lanza improperios a la multitud. Dejado de lado por todos, Alonzo trata de escapar de la ciudad llegando al aeropuerto. Sin embargo, en un cruce, varios coches se detienen junto al de Alonzo. En ese momento, varios de los sicarios de la mafia rusa salen y lo acribillan con ametralladoras, acabando con su vida.
Jake regresa a casa justo cuando la prensa informa sobre la muerte de Alonzo y sus casos de corrupción, reflejando cómo Alonzo imaginó que las noticias retratarían a Jake.

## Reparto
- Denzel Washington como Detective Alonzo Harris
- Ethan Hawke como Jake Hoyt
- Scott Glenn como Roger
- Tom Berenger como Stan Gursky
- Harris Yulin como Doug Rosselli
- Raymond J. Barry como Lou Jacobs
- Cliff Curtis como Smiley
- Dr. Dre como Paul
- Snoop Dogg como Blue
- Macy Gray como esposa de Sandman
- Charlotte Ayanna como Lisa Hoyt
- Eva Mendes como Sara Harris
- Nick Chinlund como Tim
- Jaime Gómez como Mark
- Peter Greene como Jeff (sin acreditar)
- Raymond Cruz como Sniper
- Noel Guglielmi como Moreno
- Samantha Esteban como Letty
- Denzel Whitaker como Dmitri

## Producción
Para los papeles principales del filme, se propusieron varios nombres para las interpretaciones. Gary Sinise, Tom Sizemore, así también como Bruce Willis fueron considerados por la producción de la película para interpretar el papel de Alonzo Harris, que finalmente fue a parar a manos de Denzel Washington. Asimismo, Tobey Maguire fue considerado para el papel de Jake Hoyt, interpretado posteriormente por Ethan Hawke. Mientras que Mickey Rourke fue propuesto para interpretar a Roger, a cargo después de Scott Glenn. Por otro lado, frecuentemente, el actor Denzel Washington afirma que el detective Alonzo Harris es el mejor personaje que ha interpretado en su carrera.
Para que la película fuera lo más auténtica posible, el director rodó en algunos de los barrios más problemáticos y peligrosos de Los Ángeles. Además, contó con el asesoramiento técnico de dos policías, Michael Patterson y Paul Lozada.

## Recepción

### Taquilla
La obra cinematográfica fue un éxito de taquilla. Con un presupuesto de solamente $45 millones de dólares, la película recaudó más de $100 millones. Finalmente, recaudó un total de 104,9 millones de dólares.

### Crítica
La película posee un índice de aprobación del 72 % en el sitio web Rotten Tomatoes, sobre la base de 153 comentarios. En el sitio web Metacritic su promedio es del 70 %, con base en 34 comentarios.
El crítico Roger Ebert, del Chicago Sun Times, la calificó con tres estrellas de cuatro y expresó: "Denzel Washington parece disfrutar de una interpretación insuperable que hace ensombrecer al resto", añadiendo: "El guión es ingenioso porque plantea pistas y las resuelve de modo inesperado".
Amy Taubin, de Village Voice, escribió: "La película de Fuqua es propulsiva, es un thriller policial elegantemente escrito, que ofrece el espectáculo inquietante de Denzel Washington".
David Denby, de The New Yorker, por su parte, expresó: "Siendo de mala calidad y oportunista en algunas partes, Training Day es la película policial más importante desde The French Connection o Serpico".
A su vez, David Edelstein, de Slate, expresó: "Como mínimo, Training Day es un magnífico pedestal para Denzel Washington, que aquí realiza una gran interpretación".

## Premios y nominaciones
Premios Óscar
| Año  | Categoría              | Nominado(a)       | Resultado |
| ---- | ---------------------- | ----------------- | --------- |
| 2002 | Mejor actor            | Denzel Washington | Ganador   |
| 2002 | Mejor actor de reparto | Ethan Hawke       | Candidato |

Globos de Oro
| Año  | Categoría            | Nominado(a)       | Resultado |
| ---- | -------------------- | ----------------- | --------- |
| 2002 | Mejor actor de drama | Denzel Washington | Candidato |

Premio del Sindicato de Actores
| Año  | Categoría              | Nominado(a)       | Resultado |
| ---- | ---------------------- | ----------------- | --------- |
| 2002 | Mejor actor            | Denzel Washington | Candidato |
| 2002 | Mejor actor de reparto | Ethan Hawke       | Candidato |